# Rivalités dans le football à Londres
 (mai 2024).
Si vous disposez d'ouvrages ou d'articles de référence ou si vous connaissez des sites web de qualité traitant du thème abordé ici, merci de compléter l'article en donnant les références utiles à sa vérifiabilité et en les liant à la section « Notes et références ».
Les rivalités dans le football à Londres sont nombreuses dès l'arrivée du football dans cette même ville vers le milieu du XIXe siècle.

## Histoire du football à Londres

### Des débuts entre professionnalisme et amateurisme (1870-1920)
Dès ses débuts l'Angleterre est divisée en deux : le Nord acceptant pleinement le professionnalisme et le Sud le rejetant. Cette différence a des explications sociales. Le Sud de l'Angleterre est dominé par l'esprit classique des clubs sportifs réservés à une élite sociale. Dans le Nord dominé par l'industrie, le football professionnel est dirigé par des grands patrons n'hésitant pas à rémunérer leurs joueurs pour renforcer leur équipe, de la même façon qu'ils recrutent de meilleurs ingénieurs pour renforcer leurs entreprises. Pendant cinq saisons, le championnat se limite aux seuls clubs du Nord. Le club londonien d'Arsenal passe professionnel en 1891. La ligue de Londres exclut alors de ses compétitions les Gunners d'Arsenal qui rejoignent la League en 1893. La Southern League est créée en réaction (1894). Cette compétition s'ouvre progressivement au professionnalisme mais ne peut pas éviter les départs de nombreux clubs vers la League. Les meilleurs clubs encore en Southern League sont incorporés à la League en 1920.

### Deux clubs dans le Big Four (2000-2010)
Arsenal Football Club et Chelsea Football Club, avec Liverpool et Manchester United, composent ce qui est alors appelé le Big Four, les quatre équipes qui dominent alors le football anglais dans les années 2000, occupant régulièrement les quatre premières places du championnat et remportant tous les titres de champions de la saison 1999-2000 à la saison 2009-2010 (3 pour Chelsea, 2 pour Arsenal).

## Clubs londoniens

### Clubs professionnels
Londres est la ville européenne qui compte le plus de clubs professionnels. La ville possède actuellement treize clubs de foot de Football League dont six qui évoluent en Premier League pour la saison 2021-2022 : Arsenal, Chelsea, Crystal Palace, Tottenham Hotspur, West Ham United, Brentford, les autres clubs évoluant dans les trois divisions inférieures Watford, l'AFC Wimbledon, Fulham, Charlton Athletic, Leyton Orient, Millwall et Queens Park Rangers.
Historiquement, les clubs ont souvent émergé d'industries ou d'associations de travailleurs. Arsenal, qui arbore un canon comme emblème, était l'équipe de la manufacture d'armes (le Royal Arsenal), qui lui a donné son nom. Le double marteau sur l'écusson de West Ham fait référence aux usines de ferronnerie. La plupart des autres clubs londoniens sont liés et portent le nom d'un quartier, comme Chelsea, Tottenham, Fulham ou encore West Ham.
| Club                | Création | Stade                                                                                 | Division actuelle | Commentaire |
| ------------------- | -------- | ------------------------------------------------------------------------------------- | ----------------- | --- |
| Arsenal FC          | 1886     | Highbury (1913-2006) Emirates Stadium                                                 | Premier League    | Professionnel depuis 1891. Club le plus titré en championnat et en coupe d'Angleterre.                                |
| Chelsea FC          | 1905     | Stamford Bridge                                                                       | Premier League    | Seul club londonien à avoir remporté la Ligue des champions en 2012 et en 2021. Club le plus titré en coupe d'Europe. |
| Crystal Palace      | 1905     | Selhurst Park                                                                         | Premier League    | |
| Tottenham Hotspur   | 1882     | White Hart Lane (1899-2017) Wembley (temporaire, 2017-2019) Tottenham Hotspur Stadium | Premier League    | Premier club de Londres à avoir gagné une coupe d'Europe.                                                             |
| West Ham United     | 1885     | Upton Park (1904-2016) Stade olympique                                                | Premier League    | |
| Brentford FC        | 1899     | Brentford Community Stadium                                                           | Premier League    | |
| Fulham FC           | 1879     | Craven Cottage                                                                        | Premier League    | |
| Watford FC          | 1881     | Vicarage Road                                                                         | Championship      | |
| Millwall FC         | 1885     | The Old Den (1909-1993) The Den                                                       | Championship      | |
| Queens Park Rangers | 1882     | White City (1931-1933, 1962-1963) Loftus Road                                         | Championship      | |
| AFC Wimbledon       | 2002     | Kingsmeadow                                                                           | League One        | Créé par les supporters du Wimbledon FC.                                                                              |
| Charlton Athletic   | 1905     | The Valley                                                                            | League One        | |
| Leyton Orient       | 1881     | Brisbane Road                                                                         | League Two        | |
| Sutton United       | 1898     | Gander Green Lane (en)                                                                | League Two        | |

### Palmarès national des clubs
| Club                | Championnat | Coupe d'Angleterre | Coupe de la Ligue | Total |
| ------------------- | ----------- | ------------------ | ----------------- | ----- |
| Arsenal FC          | 13          | 14                 | 2                 | 29    |
| Chelsea FC          | 6           | 7                  | 5                 | 18    |
| Tottenham Hotspur   | 2           | 8                  | 4                 | 14    |
| Wanderers FC        | —           | 5                  | —                 | 5     |
| West Ham United     | —           | 3                  | —                 | 3     |
| Charlton Athletic   | —           | 1                  | —                 | 1     |
| Clapham Rovers      | —           | 1                  | —                 | 1     |
| Queens Park Rangers | —           | —                  | 1                 | 1     |
| Wimbledon FC        | —           | 1                  | —                 | 1     |

### Palmarès international des clubs
| Club              | C1 | C3 | C4 | Supercoupe | C2 | CVF | Total |
| ----------------- | -- | -- | -- | ---------- | -- | --- | ----- |
| Chelsea FC        | 2  | 2  | —  | 1          | 2  | —   | 7     |
| Tottenham Hotspur | —  | 2  | —  | —          | 1  | —   | 3     |
| Arsenal FC        | —  | —  | —  | —          | 1  | 1   | 2     |
| West Ham United   | —  | —  | 1  | —          | 1  | —   | 2     |

## Rivalités par quartier

### North London
- Arsenal Football Club et Tottenham Hotspur Football Club.

### West London
- Brentford, Chelsea, Fulham et Queens Park Rangers.

### South London
- Charlton Athletic, Millwall, Crystal Palace Football Club et AFC Wimbledon.

### East London
Il existe plusieurs derbies de l'Est londonien (en) opposant les équipes de Leyton Orient, West Ham United et Dagenham & Redbridge.
Il existe également une forte rivalité entre West Ham United et Millwall Football Club, les deux clubs étant initialement tous les deux basés dans l'East London, à quelques kilomètres l'un de l'autre, avant que Milwall ne parte dans le sud de Londres.

### Autres rivalités
- Arsenal FC - Chelsea FC.